# رئيس كينيا
رئيس جمهورية كينيا هو رئيس الدولة ورئيس حكومة جمهورية كينيا. الرئيس هو أيضًا رئيس السلطة التنفيذية لحكومة كينيا وهو القائد الأعلى لقوات الدفاع الكينية. الرئيس الحالي للبلاد هو ويليام روتو منذ 13 سبتمبر 2022.

## تاريخ
في 12 ديسمبر 1964، أُعلنت جمهورية كينيا، وأصبح جومو كينياتا أول رئيس لكينيا. 
كان لكينيا خمسة رؤساء منذ تأسيسها، حسب الترتيب المتتالي: جومو كينياتا ، دانيال أراب موي ، مواي كيباكي ، أوهورو كينياتا ، والرئيس الحالي ويليام روتو ، الذي تولى منصبه في 13 سبتمبر 2022. ويظل موي الرئيس الأطول خدمة في تاريخ البلاد، حيث خدم لمدة إجمالية بلغت 24 عامًا.

## المؤهلات والانتخاب للمنصب
وفقا للدستور الحالي، إذا رغب شخص ما في أن يتم انتخابه رئيسًا، فيجب أن تتوفر فيه المؤهلات التالية:
1. يجب أن يكون مواطنًا كينيًا بالولادة؛
2. أن يكون مؤهلاً للانتخاب كعضو في مجلس النواب.
3. يجب أن يتم ترشيحه من قبل حزب سياسي للترشح لمنصب الرئيس، أو يجوز له الترشح كمرشح مستقل.
4. يجب أن يتم ترشيح الشخص من قبل أكثر من ألفي ناخب من كل مقاطعة من مقاطعات البلاد البالغ عددها 47 مقاطعة.

سيتم استبعاد أي مرشح من الترشح للرئاسة إذا كان مواليًا لدولة أجنبية أو يعمل لصالح الحكومة بأي صفة كموظف عام. لا ينطبق وصف موظف عام على الرئيس الحالي إذا كان يترشح لولاية ثانية.
يتم انتخاب الرئيس عن طريق التصويت الشعبي في الانتخابات العامة التي تقام في شهر أغسطس كل خمس سنوات. لكي يتم إعلان المرشح الرئاسي فائزًا، يجب أن يتوفر لديه:
1. أكثر من نصف إجمالي الأصوات المدلى بها في الانتخابات.
2. على الأقل 25% من الأصوات المدلى بها في كل من أكثر من نصف المقاطعات الـ 47 في البلاد.[3]

المقر الرسمي لرئيس كينيا هو قصر الدولة، نيروبي .
زوجة الرئيس يطلق عليها اسم السيدة الأولى في كينيا.

## مدة الولاية
يحق للرئيس أن يشغل منصب الرئاسة لفترتين متتاليتين مدة كل منهما خمس سنوات، اعتبارًا من تاريخ أداء الرئيس للقسم.

## الأدوار والمسؤوليات
وفيما يلي ملخص لأدوار رئيس كينيا كما هو منصوص عليه في دستور كينيا:
- هو رئيس الدولة والحكومة في البلاد.
- يمارس السلطة التنفيذية في البلاد.
- هو القائد الأعلى للقوات المسلحة في البلاد، قوات الدفاع الكينية .
- هو رئيس مجلس الأمن الوطني للبلاد.
- يعد رمزا للوحدة الوطنية.

تتلخص مسؤوليات الرئيس على النحو التالي:
- يتولى مسؤولية مخاطبة كل برلمان جديد منتخب وتقديم تقرير مرة واحدة إلى جلسة برلمانية خاصة بشأن القضايا ذات القيمة الوطنية والحوكمة.
- يتولى سلطة الترشيح والتعيين، بموافقة مجلس النواب، على وزراء مجلس الوزراء، والنائب العام، والأمناء الرئيسيين، والممثلين الدبلوماسيين والقنصليين، وأي موظف عام آخر يمنحه الدستور هذه السلطة.
- هو رئيس اجتماعات مجلس الوزراء ويشرف على سير العمليات في مختلف الوزارات والدوائر الحكومية.[5]
- ويجوز للرئيس أيضًا أن يتولى أي مهام تنفيذية أخرى يسمح بها الدستور.
- ويمارس الرئيس أيضًا سلطة الرحمة، حيث يجوز للرئيس العفو عن شخص أدين بارتكاب جريمة.

بالإضافة إلى ذلك، يتمتع الشخص الذي يشغل منصب الرئيس بالحصانة القانونية، باستثناء الجرائم المنصوص عليها في المعاهدات التي تكون كينيا طرفاً فيها والتي تتضمن أحكاماً تحظر مثل هذه الحصانة.

## المعايير الرئاسية
كما هو الحال في معظم البلدان الأخرى، فإن رئيس كينيا لديه معيار رئاسي للإشارة إلى مكانته كرئيس للدولة وحكومة البلاد. يعتمد تصميمه عمومًا على العلم الوطني للبلاد، على الرغم من أن الرئيس لديه بعض الحرية في تخصيص مظهره. يتم عرض العلم بشكل عام في مواقع بارزة مرتبطة بالرئيس، وعادةً إلى جانب العلم الوطني، مثل مكاتب الرئيس وسيارة الرئيس الرسمية للدولة، وأثناء المناسبات الرسمية البارزة.

كانت المعايير الرئاسية لرؤساء كينيا منذ استقلال البلاد على النحو التالي:

أول علم رئاسي لكينيا (1963–1970)
العلم الرئاسي لجومو كينياتا (1963–1978)
العلم الرئاسي لدانيال أراب موي (1978-2002)
الراية الرئاسية لمواي كيباكي (2002–2013)
العلم الرئاسي لأوهورو كينياتا (2013-2022)
العلم الرئاسي لويليام روتو (2022–)